# Siwa
Siwa este o localitate în regiunea Matruh din vestul Egiptului, așezată într-o oază ce îi poartă numele. Localitatea are o populație de 23.000 de locuitori, în mare parte berberi vorbitori ai unei limbi din familia limbilor berbere numită Siwi. Este cea mai estică regiune din lume unde se vorbește limba berberă.

## Geografie
Localitatea se află situată între depresiunea Qattara și Marea de Nisip Egipteană. Oaza în care se află localitatea este una dintre cele mai izolate așezări egiptene. Localitatea se află la 50 km de hotarul cu Libia și la 560 km de capitala țării, Cairo. Localitatea este situată la altitudinea de 13 metri sub nivelul mării într-o oază de 80 km lungime și 20 km lățime care face parte din grupa oazelor Wahat.

## Economie
Principala ramură economică în regiune este agricultura. Principalele culturi agricole sunt cele de curmali și măslini.

## Locuri de interes turistic
- ruinele templului oracolului, cu inscripții ce datează din secolul IV î.e.n.
- Muntele morților (Gebel al-Mawta), o necropolă din vremea romanilor, cu morminte realizate din piatră și baia Cleopatrei, un izvor termal natural
- Cetatea medievală Siwa, clădită în secolul al XIII-lea din cărămizi de pământ, sare și ghips (kershef) și lemn de palmier. Cetatea a avut de suferit în urma ploilor torențiale din anul 1926. Cetatea este situată pe un deal aflată la marginea localității moderne.
- Fatnas, o peninsulă fostă insulă, aflată în lacul sărat din interiorul oazei. Lacul are o salinitate mai mare decât Marea Moartă.

## Vestigii ale celor mai vechi urme umane
O echipă de arheologi de la Consiliul Suprem ale Antichităților din Egipt a descoperit în august 2007 urme umane fosilizate care datează de acum un milion de ani. Egiptologul Zahi Hawass a precizat că pentru a determina vârsta s-a folosit de analizarea plantelor fosilizate din același strat. 

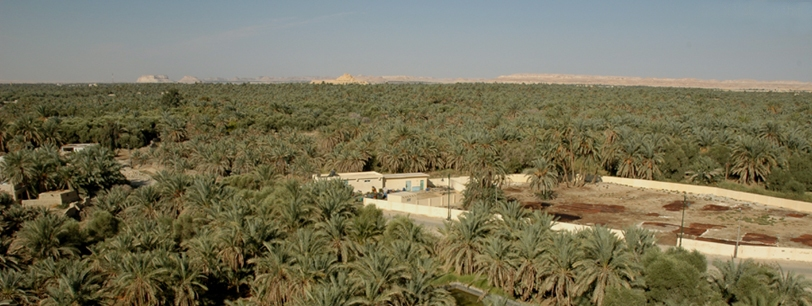
Oaza Siwa